# Davide IX di Georgia
Davide IX Bagration (in georgiano დავით IX?, Davit IX; ... – 1360) fu re della Georgia dal 1346 fino alla sua morte.

## Biografia
Figlio di Giorgio V il Brillante, ascese al trono succedendo al padre, morto nel 1346. A dispetto della stabilità e della prosperità sperimentate dalla Georgia durante il regno di Giorgio V, nel 1348 Davide IX dovette fronteggiare una grave epidemia di peste nera, la quale decimò la popolazione e produsse serie conseguenze economiche.
Davide IX morì nel 1360 e fu sepolto nel monastero di Gelati, a Kutaisi. Il suo posto fu preso dal figlio Bagrat V.

## Famiglia
Il re sposò Sindukhtar, figlia di Kvarkvare II Jaqeli, principe del Samtskhe-Saatabago. Dal matrimonio nacquero due figli: il futuro re di Georgia Bagrat V e Gulkhan-Eudocia, destinata a divenire la prima consorte dell'imperatore Manuele III di Trebisonda.

## Ascendenza
|                         |   |                      | Genitori |  |  | Nonni |  |  | Bisnonni              |  |  | Trisnonni             |  |
|                         |   |                      |          |  |  |       |  |  | Davide VII di Georgia |  |  | Giorgio IV di Georgia |  |
|                         |   |                      |          |  |  |       |  |  | Davide VII di Georgia |  |  | Giorgio IV di Georgia |  |
|                         |   | …                    |          |  |  |       |  |  | Davide VII di Georgia |  |  |                       |  |
| Demetrio II di Georgia  |   |                      |          |  |  |       |  |  | Davide VII di Georgia |  |  |                       |  |
|                         |   | Gvantsa Kakhaberidze | …        |  |  |       |  |  |                       |  |  |                       |  |
|                         |   | Gvantsa Kakhaberidze | …        |  |  |       |  |  |                       |  |  |                       |  |
|                         |   | Gvantsa Kakhaberidze | …        |  |  |       |  |  |                       |  |  |                       |  |
| Giorgio V di Georgia    |   | Gvantsa Kakhaberidze |          |  |  |       |  |  |                       |  |  |                       |  |
|                         |   | …                    | …        |  |  |       |  |  |                       |  |  |                       |  |
|                         |   | …                    | …        |  |  |       |  |  |                       |  |  |                       |  |
|                         |   | …                    | …        |  |  |       |  |  |                       |  |  |                       |  |
| Natela Jaqeli           |   | …                    |          |  |  |       |  |  |                       |  |  |                       |  |
|                         |   | …                    | …        |  |  |       |  |  |                       |  |  |                       |  |
|                         |   | …                    | …        |  |  |       |  |  |                       |  |  |                       |  |
|                         |   | …                    | …        |  |  |       |  |  |                       |  |  |                       |  |
| Davide IX di Trebisonda |   | …                    |          |  |  |       |  |  |                       |  |  |                       |  |
|                         | … | …                    |          |  |  |       |  |  |                       |  |  |                       |  |
|                         | … | …                    |          |  |  |       |  |  |                       |  |  |                       |  |
|                         | … | …                    |          |  |  |       |  |  |                       |  |  |                       |  |
| …                       | … |                      |          |  |  |       |  |  |                       |  |  |                       |  |
|                         |   | …                    | …        |  |  |       |  |  |                       |  |  |                       |  |
|                         |   | …                    | …        |  |  |       |  |  |                       |  |  |                       |  |
|                         |   | …                    | …        |  |  |       |  |  |                       |  |  |                       |  |
| …                       |   | …                    |          |  |  |       |  |  |                       |  |  |                       |  |
|                         |   | …                    | …        |  |  |       |  |  |                       |  |  |                       |  |
|                         |   | …                    | …        |  |  |       |  |  |                       |  |  |                       |  |
|                         |   | …                    | …        |  |  |       |  |  |                       |  |  |                       |  |
| …                       |   | …                    |          |  |  |       |  |  |                       |  |  |                       |  |
|                         |   | …                    | …        |  |  |       |  |  |                       |  |  |                       |  |
|                         |   | …                    | …        |  |  |       |  |  |                       |  |  |                       |  |
|                         |   | …                    | …        |  |  |       |  |  |                       |  |  |                       |  |
|                         |   | …                    |          |  |  |       |  |  |                       |  |  |                       |  |